# Котинга мексиканська
Котинга мексиканська (Cotinga amabilis) — вид горобцеподібних птахів родини котингових (Cotingidae).

## Поширення
Вид поширений у Центральній Америці. Птах зустрічається у південних районах Мексики, Гватемали, Белізу, Гондурасу, Нікарагуа, Коста-Рики і, можливо, у Західній Панамі.